# Parnaíba (Piauí)
Parnaíba, amtlich Município de Parnaíba, ist eine Stadt und Gemeinde des Bundesstaats Piauí im Nordosten Brasiliens. Im Jahr 2010 hatte die Stadt etwa 146.000 Einwohner, für 2019 lag die Schätzung bei 153.078 Einwohnern, die Paranaibanos genannt werden. Nach der Hauptstadt Teresina ist Parnaíba die zweitgrößte Stadt des Bundesstaates Piauí.
Die Stadt liegt am Mündungsdelta des Rio Parnaíba. Sie wurde am 14. August 1844 gegründet.
Im Jahr 1944 wurde in der Stadt das römisch-katholische Bistum Parnaíba errichtet. Mutterkirche des Bistums ist die Catedral Nossa Senhora da Graça.
Nahe der Stadt liegt der Flughafen Parnaíba.

## Nachweise
1. ↑  IGBE – Parnaíba, abgerufen am 7. Juni 2020